# Backlash (2016)
Backlash (2016) było galą wrestlingu, wyprodukowaną przez federację WWE. Odbyła się ona 11 września 2016 w Richmond Coliseum w mieście Richmond w stanie Wirginia. Była emitowana na żywo za pośrednictwem WWE Network oraz w systemie pay-per-view. Była to dwunasta gala z chronologii cyklu gal Backlash, a także pierwsza ekskluzywna gala dla brandu SmackDown od dziewięciu lat.
Na gali odbyło się 8 walk (z czego jedna była częścią pre-showu). Zostali wyłonieni pierwsi posiadacze WWE SmackDown Tag Team Championship – Heath Slater i Rhyno, oraz pierwsza posiadaczka WWE SmackDown Women's Championship – Becky Lynch. W walce wieczoru AJ Styles pokonał Deana Ambrose'a, zdobywając WWE World Championship po raz pierwszy w karierze.

## Produkcja
Backlash oferowało walki profesjonalnego wrestlingu z udziałem różnych wrestlerów z istniejących oskryptowanych rywalizacji i storyline’ów, które są kreowane na tygodniówce WWE, SmackDown. Wrestlerzy są przedstawieni jako heele (negatywni, źli zawodnicy i najczęściej wrogowie publiki) i face’owie (pozytywni, dobrzy i najczęściej ulubieńcy publiki), którzy rywalizują pomiędzy sobą w seriach walk mających budować napięcie. Kulminacją rywalizacji jest walka wrestlerska lub ich seria.

### Rywalizacje

#### Dean Ambrose vs. AJ Styles
Na gali SummerSlam Dean Ambrose obronił WWE World Championship w walce z Dolphem Zigglerem, podczas gdy AJ Styles pokonał Johna Cenę. 23 sierpnia na odcinku SmackDown Styles zadrwił z przegranej Zigglera, co spowodowało bójkę między zawodnikami. Tej samej nocy Styles został ogłoszony pretendentem do tytułu mistrzowskiego. Ziggler otrzymał szansę dołączenia do pojedynku jako trzecia osoba, nie zdołał jednak wygrać walki kwalifikacyjnej ze Stylesem. Tydzień później Styles zainterweniował w starcie Ambrose'a z Baronem Corbinem. Ambrose zdołał skontrować Phenomenal Forearm Stylesa, przez co ten wylądował na linach. Na następnym SmackDown pretendent odwdzięczył się mistrzowi, wykonując na nim low blow.

#### Six-Pack Challenge o SmackDown Women’s Championship
Podczas WWE Draftu posiadaczka WWE Women's Championship Charlotte została przeniesiona do rosteru Raw, pozostawiając brand SmackDown bez mistrzostwa kobiet. 23 sierpnia na odcinku SmackDown Generalny Menadżer Daniel Bryan oraz Komisarz Shane McMahon zaprezentowali tytuł WWE SmackDown Women's Championship. Ogłosili również, że pierwsza mistrzyni zostanie wyłoniona w Six-Pack challenge'u między członkiniami brandu na gali Backlash. Jego uczestniczkami będą Alexa Bliss, Becky Lynch, Carmella, Naomi, Natalya oraz Nikki Bella. Tej samej nocy Nikki Bella miała zawalczyć z Carmellą, lecz przed rozpoczęciem pojedynku ta brutalnie zaatakowała Bellę, stając się heelem. Carmella ponownie zaatakowała Nikki podczas programu Talking Smack. Tydzień później Carmella, Natalya i Alexa Bliss pokonały Becky Lynch, Naomi i Nikki Bellę.

#### Finał turnieju o SmackDown Tag Team Championship
Również podczas WWE Draftu posiadacze WWE Tag Team Championship The New Day zostali przypisani do Raw, wskutek czego Daniel Bryan i Shane McMahon, analogicznie do mistrzostwa kobiet, zaprezentowali WWE SmackDown Tag Team Championship. Ogłosili też turniej z finałem na Backlash, mający wyłonić pierwszych mistrzów. The Usos i American Alpha pokonali kolejno The Ascension i Breezango, przechodząc do półfinałów. Heath Slater, który od kilku tygodni próbował dołączyć do rosteru SmackDown, otrzymał szansę wzięcia udziału w turnieju pod warunkiem, że znajdzie sobie partnera. Dołączył do niego Rhyno. Następnego tygodnia The Hype Bros oraz Heath Slater i Rhyno przeszli do półfinałów po pokonaniu kolejno The Vaudevillains oraz The Headbangers. Podczas ostatniego SmackDown przed Backlash, Slater i Rhyno pokonali The Hype Bros, zaś American Alpha pokonało The Usos, po czym stało się ofiarą napaści ze strony przeciwników. W wyniku kontuzji Chada Gable'a, American Alpha zmuszone było wycofać się z turnieju. Ogłoszono, że na Backlash odbędzie się starcie pomiędzy The Usos i The Hype Bros, którego zwycięzcy zawalczą ze Slaterem i Rhyno w finale.

#### Randy Orton vs. Bray Wyatt
23 sierpnia na odcinku SmackDown Bray Wyatt skonfrontował się z Randym Ortonem. Następnego tygodnia, Wyatt wyzwał Ortona do walki na Backlash. Orton przyjął wyzwanie.

#### The Miz vs. Dolph Ziggler
23 sierpnia podczas Talking Smack Intercontinental Champion The Miz pokłócił się z Danielem Bryanem, po tym, jak ten nazwał go tchórzem. Tydzień później na odcinku SmackDown Dolph Ziggler próbował sprowokować Miza, krytykując jego tchórzliwy styl walki. Wkrótce WWE ogłosiło, że na Backlash odbędzie się walka o Intercontinental Championship między Mizem a Zigglerem. 6 września Ziggler dołączył do stolika komentatorskiego podczas walki Miza z Apollo Crewsem. Miz uderzył Zigglera, a po pojedynku zignorował obelgi rywala.

## Wyniki walk
| Nr                                                                   | Wyniki                                                                       | Stypulacje                                                               | Czas  |
| -------------------------------------------------------------------- | ---------------------------------------------------------------------------- | ------------------------------------------------------------------------ | ----- |
| 1P                                                                   | Baron Corbin pokonał Apollo Crewsa                                           | Singles match                                                            | 9:55  |
| 2                                                                    | Becky Lynch pokonała Carmellę, Naomi, Natalyę, Nikki Bellę i Alexę Bliss     | Six-Pack Elimination challenge o WWE SmackDown Women's Championship      | 14:40 |
| 3                                                                    | The Usos (Jay i Jimmy Uso) pokonali The Hype Bros (Zack Ryder i Mojo Rawley) | Tag Team match – półfinał turnieju o WWE SmackDown Tag Team Championship | 10:11 |
| 4                                                                    | The Miz (c) (w/ Maryse) pokonał Dolpha Zigglera                              | Singles match o WWE Intercontinental Championship                        | 18:22 |
| 5                                                                    | Bray Wyatt pokonał Randy'ego Ortona w wyniku poddania walki                  | Singles match                                                            | 00:10 |
| 6                                                                    | Kane pokonał Braya Wyatta                                                    | No Holds Barred match                                                    | 10:55 |
| 7                                                                    | Heath Slater i Rhyno pokonali The Usos (Jay i Jimmy Uso)                     | Finał turnieju o WWE SmackDown Tag Team Championship                     | 10:02 |
| 8                                                                    | AJ Styles pokonał Deana Ambrose'a (c)                                        | Singles match o WWE World Championship                                   | 25:01 |
| (c) – mistrz/mistrzyni przed walkąP – walka miała miejsce w pre-show |                                                                              |                                                                          |       |

† Bray Wyatt zaatakakował Randy'ego Ortona za kulisami przed walką. Orton nie był w stanie walczyć, toteż zmuszony został poddać walkę.

### Turniej o SmackDown Tag Team Championship
|  | Ćwierćfinały SmackDown (08/23, 08/30)           | Ćwierćfinały SmackDown (08/23, 08/30) |                      |      | Półfinały SmackDown (09/06) | Półfinały SmackDown (09/06) |  |  | Finał Backlash (09/11) | Finał Backlash (09/11) |
|  |                                                 |                                       |                      |      |                             |                             |  |  |                        |                        |
|  |                                                 |                                       |                      |      |                             |                             |  |  |                        |                        |
|  |                                                 |                                       |                      |      |                             |                             |  |  |                        |                        |
|  | The Usos (Jimmy Uso i Jey Uso)                  | Pin                                   |                      |      |                             |                             |  |  |                        |                        |
|  | The Usos (Jimmy Uso i Jey Uso)                  | Pin                                   |                      |      |                             |                             |  |  |                        |                        |
|  | The Ascension (Konnor i Viktor)                 | 10:13                                 |                      |      |                             |                             |  |  |                        |                        |
|  | The Ascension (Konnor i Viktor)                 | 10:13                                 | American Alpha†      | Pin  |                             |                             |  |  |                        |                        |
|  |                                                 |                                       | American Alpha†      | Pin  |                             |                             |  |  |                        |                        |
|  |                                                 | The Usos                              | 0:28                 |      |                             |                             |  |  |                        |                        |
|  | American Alpha (Chad Gable i Jason Jordan)      | The Usos                              | 0:28                 | Pin  |                             |                             |  |  |                        |                        |
|  | American Alpha (Chad Gable i Jason Jordan)      |                                       |                      | Pin  |                             |                             |  |  |                        |                        |
|  | Breezango (Fandango i Tyler Breeze)             | 3:49                                  |                      |      |                             |                             |  |  |                        |                        |
|  | Breezango (Fandango i Tyler Breeze)             | 3:49                                  | The Usos             |      |                             |                             |  |  |                        |                        |
|  |                                                 |                                       |                      |      |                             |                             |  |  |                        |                        |
|  |                                                 | Heath Slater i Rhyno                  | Pin                  |      |                             |                             |  |  |                        |                        |
|  | The Hype Bros (Mojo Rawley i Zack Ryder)        | Heath Slater i Rhyno                  | Pin                  | Pin  |                             |                             |  |  |                        |                        |
|  | The Hype Bros (Mojo Rawley i Zack Ryder)        |                                       |                      | Pin  |                             |                             |  |  |                        |                        |
|  | The Vaudevillains (Aiden English i Simon Gotch) | 2:50                                  |                      |      |                             |                             |  |  |                        |                        |
|  | The Vaudevillains (Aiden English i Simon Gotch) | 2:50                                  | Heath Slater i Rhyno | Pin  |                             |                             |  |  |                        |                        |
|  |                                                 |                                       | Heath Slater i Rhyno | Pin  |                             |                             |  |  |                        |                        |
|  |                                                 | The Hype Bros                         | 7:03                 |      |                             |                             |  |  |                        |                        |
|  | The Headbangers (Mosh i Trasher)                | The Hype Bros                         | 7:03                 | 2:54 |                             |                             |  |  |                        |                        |
|  | The Headbangers (Mosh i Trasher)                |                                       |                      | 2:54 |                             |                             |  |  |                        |                        |
|  | Heath Slater i Rhyno                            | Pin                                   |                      |      |                             |                             |  |  |                        |                        |
|  | Heath Slater i Rhyno                            | Pin                                   |                      |      |                             |                             |  |  |                        |                        |

† American Alpha wycofało się z turnieju po tym, jak Chad Gable doznał kontuzji. Ogłoszono, że odbędzie się walka The Hype Bros vs. The Usos, której zwycięzcy zmierzą się w finale z Heathem Slaterem i Rhynem.

### Six-Pack Elimination Challenge o SmackDown Women’s Championship
| Nr. eliminacji | Wrestlerka  | Wyeliminowana przez | Metoda eliminacji                                                    | Czas  |
| -------------- | ----------- | ------------------- | -------------------------------------------------------------------- | ----- |
| 1              | Alexa Bliss | Naomi               | Przypięta po otrzytmaniu kombinacji powerbomb/neckbreaker od Natalyi | 9:38  |
| 2              | Naomi       | Natalyę             | Odklepała po założeniu dźwigni Sharpshooter                          | 10:52 |
| 3              | Natalya     | Nikki Bellę         | Przypięta po otrzytmaniu Rack Attack 2.0                             | 12:00 |
| 4              | Nikki Bella | Carmellę            | Przypięta ruchem roll-up                                             | 12:08 |
| 5              | Carmella    | Becky Lynch         | Odklepała po założeniu dźwigni Dis-arm-her                           | 14:40 |
| Zwyciężczyni   | Becky Lynch | —                   | —                                                                    | 14:40 |